# Honesty et Jalousie (fais un choix dans la vie)
Singles de Alliance Ethnik
Simple et Funky
(1995) Fat Come Back
(1999)
Pistes de Simple et Funky
Big Alliance
Honesty et Jalousie (fais un choix dans la vie) est le dernier single extrait de Simple et Funky, du groupe de rap français Alliance Ethnik, certifié disque d'or avec 225 000 disques vendus. Le morceau contient un scratch de "The Humpty Dance" du groupe Digital Underground.